# Inazuma Eleven GO 2: Chrono Stone
Inazuma Eleven GO 2: Chrono Stone (イナズマイレブンＧＯ2 クロノ・ストーン 'Inazuma Irebun GO 2 Kurono sutōn'?), o Inazuma Eleven GO Chrono Stones en Europa, es un videojuego de rol y deporte para Nintendo 3DS desarrollado y publicado por Level-5. Se lanzó el 13 de diciembre de 2012 en Japón y en Europa el 27 de marzo de 2015. Hay dos versiones del juego, Llamarada (Neppuu en japonés y Wildfire en inglés), y Trueno (Raimei en japonés, Thunderflash en inglés).
La historia se sitúa tras Inazuma Eleven GO y sigue a la estrella Arion Sherwind (Tenma Matsukaze) y su equipo, el Instituto Raimon, donde se encontrarán con nuevos aliados provenientes del futuro, mientras utilizan una máquina del tiempo para viajar a través de la historia e intentar impedir que una misteriosa organización del futuro borre el fútbol de la historia.
Una secuela, titulada Inazuma Eleven GO Galaxy, fue lanzada en Japón el 5 de diciembre de 2013 junto con una serie de animación con el mismo nombre.

## Argumento
Cuando Arion Sherwind regresa al Instituto Raimon, descubre que todos sus compañeros y amigos ya no son miembros del club de fútbol, así como dicho club ya no existe. Una organización internacional empeñada en borrar el fútbol llamada El Dorado ha enviado a Alfa, un agente del futuro, pues el fútbol se ha convertido en un arma temible en el futuro.
Arion es salvado por Fei Rune y su compañero Clark Wonderbot, quien viene desde hace 200 años para ayudar a Arion a proteger el fútbol. Después de fijar la línea de tiempo al estado original, el club de fútbol del Raimon regresa, pero El Dorado sigue enviando equipos para poder derrotar a los chicos, y así el equipo se lanza a la búsqueda para reunir a los Once más fuertes de la historia mediante los escritos en un libro denominado "Enseñanzas del Maestro", recogiendo el aura de figuras históricas y fortaleciéndose con el fin de derrotar a El Dorado y a sus equipos pertenecientes: Protocolo Omega.

## Jugabilidad
Chrono Stones ofrece varios aspectos nuevos de juego respecto a la entrega anterior. Los Espíritus Guerreros se pueden utilizar en "modo armadura", lo que permite usar las supertécnicas del jugador de manera ilimitada. Otra mecánica completamente nueva es el "Mixi-Max", que permite a un personaje transferir su aura a otro personaje. Cuando se activa, el Mixi-Max transforma al jugador en un "híbrido" de sí mismo y su compañero, adquiriendo apartado físico del jugador que le dio su aura, permitiéndole utilizar su poder mediante aumento de estadísticas y transmitiendo 2 supertécnicas a su plantilla personal.

## Adaptaciones en otros medios
Un manga basado en el videojuego comenzó su serialización en CoroCoro Comic el 14 de abril de 2012, mientras que un anime basado en el juego producido por OLM fue lanzado el 18 de abril del mismo año.